# Elbe (Schiff, 1857)
Die Elbe war ein unter dem Namen Columba gebautes Klipperfregattschiff, das von der Preußischen Marine eigens für die Preußische Ostasienexpedition erworben wurde und im Ostasiengeschwader unter Kommodore Hinrik Sundewall als Transporter diente.

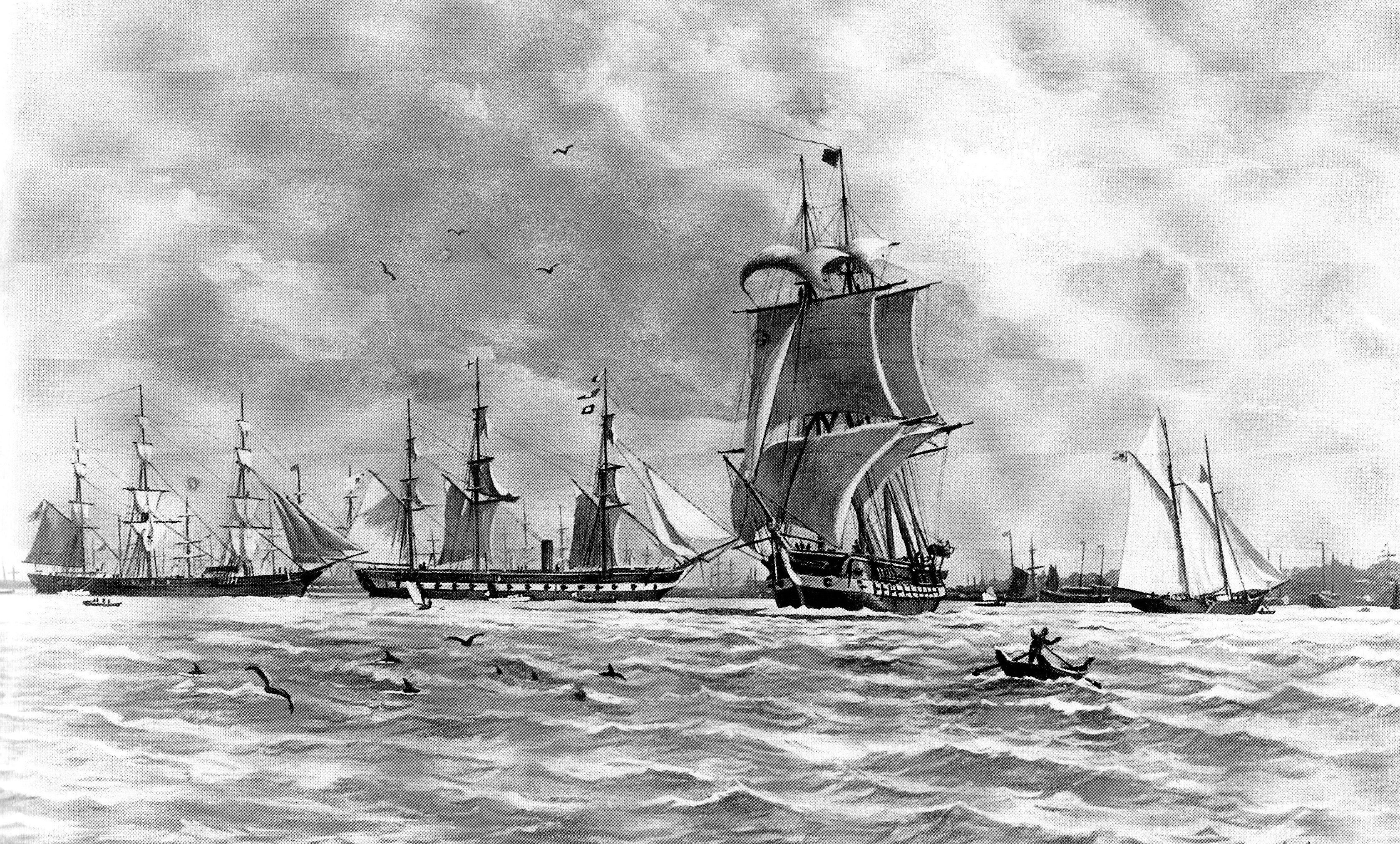
Das Ostasiatische Geschwader der Preußischen Kriegsmarine 1859 bis 1862. Gemälde von Lüder Arenhold um 1905

## Geschichte
Über die Herkunft der Elbe ist außer ihrem Baujahr und ihrem vorherigen Namen Columba praktisch nichts bekannt. Nach Hans H. Hildebrand, Albert Röhr und Hans-Otto Steinmetz war sie in Hamburg gebaut worden, Erich Gröner vermutet die Bauwerft in England oder Apenrade.
Sie wurde spätestens am 22. Januar 1859 vor der preußischen Marineverwaltung erworben und erhielt den Namen Elbe. Die Umrüstung zum Transporter fand offenbar auch in Hamburg statt. Am 8. Januar 1860 wurde die Elbe als „vollwertiges Kriegsschiff“, so Hildebrand/Röhr/Steinmetz, in Dienst gestellt. Kommandant war Leutnant zur See Reinhold Werner. Ein weiterer Schiffsoffizier war Unterleutnant Eduard Knorr. Bewaffnet war die Elbe mit sechs 6-Pfünder-Geschützen.
Zum Inventar gehörte auch die 12 m lange Dampfpinasse Vesta, die mit einer Dampfmaschine mit einer Leistung von drei PS ausgestattet und von dem Hamburger Mechaniker A. Krüß gebaut worden war. Die Vesta diente zum Verkehr mit den anderen Schiffen des Geschwaders sowie zum Warenaustausch in den ostasiatischen Häfen und war das erste in der Marine mit Maschinenkraft betriebene Beiboot.
Beladen war die Elbe mit Kohlen und Lebensmitteln für das Geschwader, Geschenken für Verhandlungspartner sowie Warenproben für Händler in Ostasien. Sie verließ Hamburg am 7. März 1860. Aufgrund von Schäden, die das Schiff in einem Orkan erlitten hatte, musste es in Singapur gedockt werden und erreichte Yokohama erst Anfang Dezember. Während des Orkans hatte sich die Elbe unabhängig von den Schäden nach Angaben von Werner als gutes Seeschiff erwiesen.
Auf dem Weg nach Yokohama erreichte die Elbe am 10. November 1860 die Südspitze von Formosa und setzte eine Jagdpartie aus. Unmittelbar nach der Landung wurde die Jagdgesellschaft unter Führung von Werner aus einem Gebüsch beschossen, wobei der Matrose von Kleist zweimal getroffen wurde, ohne verwundet zu werden. Die Elbe-Besatzungsmitglieder zogen sich auf die Gig zurück und eröffneten mit Gewehren auf einer Entfernung von 500 bis 600 Schritt auf inzwischen sichtbar gewordene Landbewohner das Feuer, wobei einer von ihnen tödlich getroffen wurde. Zurück an Bord, eröffnete Werner mit Geschützen das Feuer auf am Strand befindliche Wohnungen der Eingeborenen, die daraufhin ins Landesinnere flohen.
Nach dem Aufenthalt in Japan wurde die Elbe in die chinesischen Häfen Taku und Tschifu entsandt und trat nach einem Aufenthalt in Bangkok die Heimreise an. Anfang Mai 1862 traf sie wieder in Hamburg ein. Am 24. Juli 1862 wurde sie von der Marine-Verwaltung verkauft; der weitere Verbleib ist bislang (Stand 2021) unbekannt.

## Bildliche Darstellung
Soweit bekannt, ist keine Fotografie der Elbe oder eine zeitgenössische Abbildung überliefert. Der Marinemaler Lüder Arenhold stellte das Schiff Jahrzehnte später auf zwei Gemälden dar, einmal als Einzelschiff und einmal als Teil des Ostasiengeschwaders, wo es links im Bild wiedergegeben ist.